# Schloßau
Schloßau je naselje v Občini Seeboden am Millstätter See v Okraju Špital ob Dravi  na Koroškem v Avstriji.